# الموارد الطبيعية في الهند

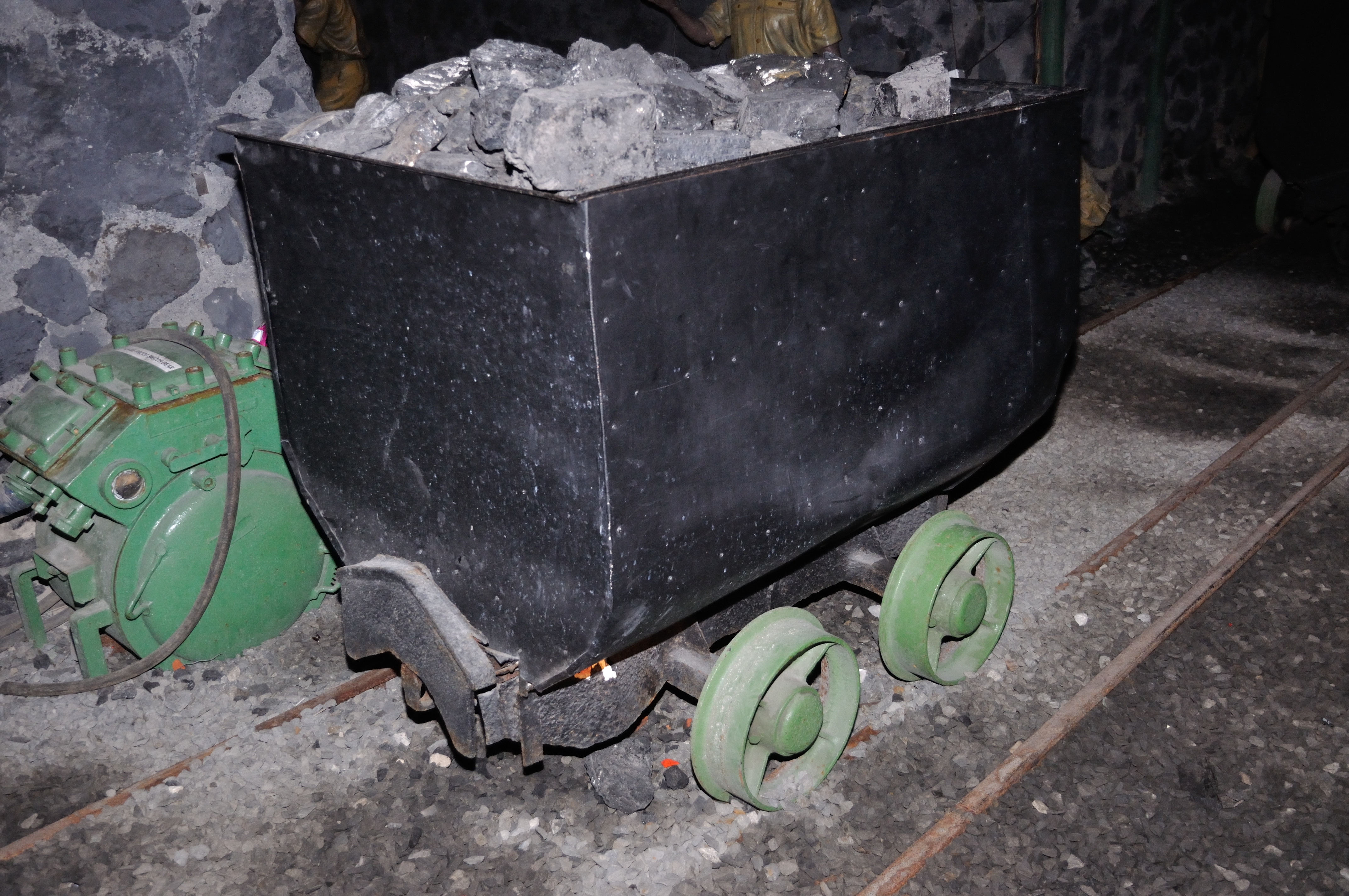

تُصنف الموارد عادة إلى موارد حيوية أو لاحيوية تبعًا لأصلها. تحتوي بقاع الأرض الهندية على العديد من أنواع الموارد والأنظمة الاقتصادية التابعة لها، إذ تعتمد هذه البقاع اعتمادًا كبيرًا على استهلاك هذه الموارد وتصديرها، وخاصة المناطق الريفية، ولكنها تُستنفد بسرعة نتيجة الاستهلاك المفرط لها.

## لمحة عامة
تبلغ المساحة الكلية للأراضي الصالحة للزراعة في الهند نحو 19.45.355 كيلومتر مربع (56.78% من إجمالي مساحة الأراضي الهندية)، ولكن هذه المساحة تتناقص نتيجة ضغط النمو السكاني والتحضر السريع. تبلغ مساحة المياه السطحية الإجمالية في الهند نحو 360,400 كيلومتر مربع.
تشتمل الموارد المعدنية الأساسية في الهند على الفحم الحجري (رابع أكبر احتياطي في العالم)، وخام الحديد، وخام المنغنيز (سابع أكبر احتياطي في العالم لعام 2013)، ومعدن الميكا، والبوكسيت (خامس أكبر احتياطي في العالم لعام 2013)، والكروميت، والغاز الطبيعي، والألماس، والحجر الجيري، والثوريوم. تلبي احتياطات الهند النفطية -الموجودة في حقل بومباي الأعلى قبالة ساحل ماهاراشترا، وكجرات، وراجستان، وشرق ولاية آسام- نحو 25% من الطلب على النفط في البلاد.
أُنشئت الوكالة الوطنية لإدارة الموارد الطبيعية على مستوى وطني في عام 1983 بهدف تحقيق الإدارة المتكاملة للموارد الطبيعية في البلاد، وهي مدعومة من قبل لجنة التخطيط ووزارة الفضاء الهندية.

## الموارد الحيوية

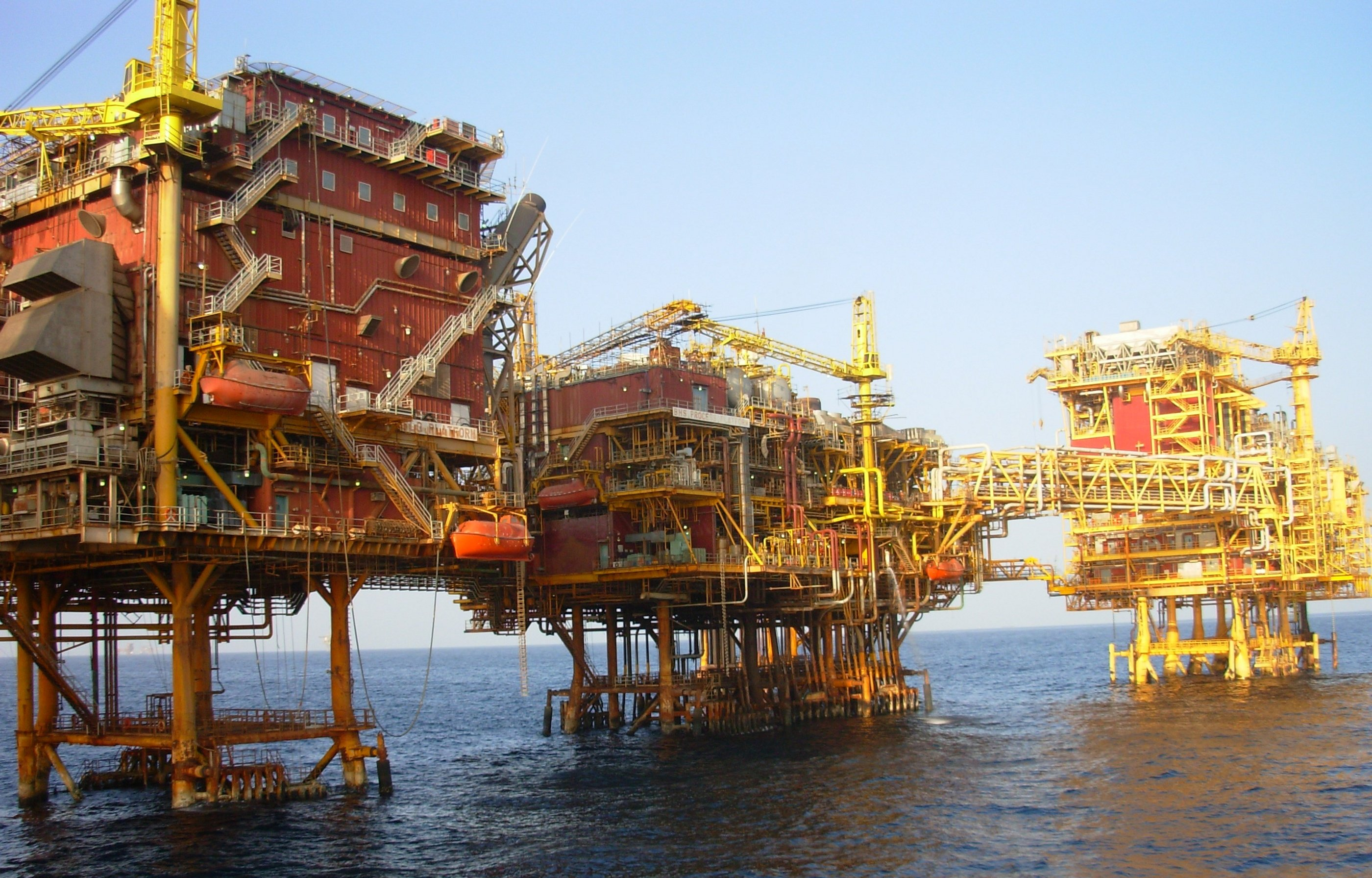
منصة معالجة النفط والغاز التابعة لشركة النفط والغاز الطبيعي (ONGC) في بومباي هاي، الهند

يجري الحصول على الموارد الحيوية من المواد الحية والمواد العضوية. تشتمل هذه المواد على المنتجات الحرجية، ومناطق الحياة البرية، والمحاصيل الزراعية، والكائنات الحية الأخرى. تُعتبر معظم هذه الموارد متجددةً لأنه يمكنها أن تتجدد من تلقاء نفسها. يُعتبر الوقود الأحفوري مادة حيوية لأنه يتكون من مادة عضوية قابلة للتحلل، علمًا أنه مادة غير متجددة.

### تعداد السكان
تُعد الهند ثاني أكبر دولة مأهولة بالسكان في العالم بعد الصين.

### الحراج
تشتمل مساحة الأرض في الهند على المناطق التي تختلف طبيعتها من الطبيعة ذات الأمطار الغزيرة إلى الصحاري الجافة، ومن الطبيعة الساحلية إلى الجبلية. يتكون نحو 24.02% من إجمالي المساحة الجغرافية من الغابات. هناك أنواع مختلفة من الغابات في الهند بسبب الاختلافات في الظروف المناخية وفروقات الارتفاعات، بما في ذلك المناطق الاستوائية، والمستنقعات، ونباتات المانجروف، وجبال الألب. تُعتبر الغابات المصدر الرئيسي للحطب، والورق، والتوابل، والمخدرات، والأعشاب، والعلكة وغيرها. تساهم الغابات بقدر كبير في الناتج المحلي الإجمالي للبلاد.

### الأسماك
تمتلك الهند تاريخًا طويلًا في صيد الأسماك وتربية الأحياء المائية، فهي غنية بإنتاج الريش، وتُعد أحد موارد السيليكون الداخلية، وتمتلك أيضًا ساحلًا طويلًا يبلغ طوله نحو 7516.6 كيلومتر. تُصطاد الأسماك داخل البلاد في الأنهار والبحيرات والموارد الأخرى. عُثر على أكثر من 400 نوع من الأسماك في الأنهار الهندية، ويُعتبر الكثير منها ذا أهمية اقتصادية، مثل الروبيان (القريدس)، والسردين، والإسقمري، والشيميات، والبهاريات، والعديد من الأصناف الأخرى الموجودة. وأما أنواع الأسماك الرئيسية المتاحة؛ فهي سمك الشبوط، وسلوريات الشكل، والشنة المقلمة، وسمك الأعشاب. تُعد الهند واحدة من أكبر الدول المنتجة للأسماك البحرية في العالم، ففي عامي 2012-2013، صدّرت 9 أطنان من المنتجات البحرية.

### الفحم الحجري
بدأ تعدين الفحم في الهند في عام 1774، من خلال شركة الهند الشرقية في حقل رانيغانج للفحم الحجري، على طول الضفة الغربية لنهر دامودار في ولاية البنغال الغربية الهندية. بدأ نمو صناعة تعدين الفحم عند إدخال القاطرات البخارية إلى الهند في عام 1853، الأمر الذي أدى إلى زيادة إنتاجه إلى مليون طن. وصل إنتاج الفحم الحجري في عام 1946 إلى 30 مليون طن. أُنشئت شركة تطوير الفحم الوطنية بعد الاستقلال، وامتلكت شبكة خطوط السكك الحديدية الخاصة بها.
تستهلك الهند الفحم الحجري بشكل أساسي في قطاع توليد الطاقة الكهربائية، وهي تعتمد على صناعات أخرى مثل صناعة الإسمنت، والأسمدة، والكيماويات، وصناعة الورق، التي تعتمد على الفحم مصدرًا للطاقة.

### النفط
امتلكت الهند نحو 100 مليون طن من احتياطي النفط الثابت منذ عام 1978، أو ما يعادل مليار برميل من النفط وفقًا لتقديرات تقييم الأثر البيئي لعام 2020، والتي تعد ثاني أكبر كمية فحم حجري موجود في منطقة آسيا ومنطقة المحيط الهادئ الواقعة خلف الصين. يقع معظم احتياطي النفط الخام في الهند على الساحل الغربي (مومباي العليا)، وفي الأجزاء الجنوبية الشرقية من البلاد، على الرغم من وجود احتياطي كبير غير مُستغل في خليج البنغال البحري، وفي ولاية راجستان. دفع مزيج ارتفاع استهلاك النفط ومستويات إنتاجه، الثابتة إلى حد ما، الهندَ إلى الاعتماد الكبير على الواردات لتلبية احتياجاتها الاستهلاكية، إذ أنتجت الهند في عام 2010 نحو 33.69 مليون طن متري من النفط الخام، أو ما يعادل 877 ألف برميل/يوم وفقًا لتقديرات تقييم الأثر البيئي لعام 2009. استهلكت الهند خلال عام 2006 نحو 2.63 مليون برميل/يوم (418,000 متر مكعب/اليوم) من النفط. تشير تقديرات تقييم الأثر البيئي إلى أن الهند قد سجلت نموًا في الطلب على النفط خلال عام 2006 يبلغ قدره نحو 100 ألف برميل/اليوم (16,000 متر مكعب/اليوم). تنتج الهند نحو 30% من موارد الهند في ولاية راجستان اعتبارًا من عام 2013.
تُعد مؤسسة النفط والغاز الطبيعي الهندية أكبر مؤسسة نفط في الهند، وهي الرائدة في مجال إنتاج النفط، إذ ستمثل نحو 1% من إنتاج النفط في البلاد في عام 2023 وفقًا لتقديرات الحكومة الهندية. طبقت الحكومة الهندية، بصفتها موردًا لجميع أنواع النفط، سياساتٍ تهدف إلى تنمية إنتاج النفط المحلي، ودعم أنشطة التنقيب على النفط. وضعت وزارة البترول والغاز الطبيعي ترخيصًا جديدًا للتنقيب على النفط في عام 2000 بصفته جزءًا من هذا الجهد، ما يسمح للشركات الأجنبية بحيازة 100% من الأسهم في مشاريع النفط والغاز الطبيعي. ومع ذلك، تتحكم الشركات الأجنبية حتى الآن بعدد قليل من حقول النفط. تهيمن الشركات التابعة للدولة على قطاع تكرير النفط في الهند، على الرغم من توسيع حصة الشركات الخاصة في السوق خلال السنوات الأخيرة.